# 二仙桥街道
二仙桥街道，是中华人民共和国四川省成都市成华区下辖的一个乡镇级行政单位。2019年12月，成华区调整部分街道行政区划，撤销圣灯街道，将原圣灯街道所属行政区域划归二仙桥街道管辖，二仙桥街道办事处驻二仙桥北路16号。

## 行政区划
二仙桥街道下辖以下地区：
西北路社区、东路社区、下涧槽社区、崔家店社区、东华社区、长林社区、人民塘社区、建北社区、圣灯社区、关家堰社区和关家社区。

## 网络爆红
大爷：到二仙桥。
交警：我问你该走哪条道。
大爷：成华大道。
交警：什么成华大道!你这车能拉吗? 
2020年，《谭谈交通》中的一期节目中一位老大爷与交警的对话在网络爆红，这位老大爷也因此被称作“二仙桥大爷”。